# 今日の日はさようなら
「今日の日はさようなら」（きょうのひはさようなら）は、1966年にハーモニィサークル（現：公益財団法人ハーモニィセンター）の金子詔一によって作詞・作曲された日本の楽曲。
翌1967年8月25日、森山良子の歌唱により日本ビクターからシングル『恋はみずいろ』のB面としてリリースされた。森山の歌唱によりヒットして広く知られるようになったが、森山のために書き下ろされた曲ではない。

## 概要
金子は大学生のときに警視庁少年課職員で調布市柴崎在住の大野重男らとボランティアグループ「ハーモニィサークル」を設立し、調布市立つつじケ丘児童館（西つつじケ丘3丁目19-1）で活動していた。1964年に財団法人ハーモニィセンターを設立するため、金子は立教大学大学院を中退する。若者たちの友情を深める目的で作詞作曲し、ハーモニィセンターのオリジナルソングとして活動の中で広く歌われるようになったのが始まりである。ハーモニィサークルとして始まった活動は、財団法人を経て公益財団法人ハーモニィセンターへと発展、大野重男が代表理事に就任した。
金子によれば、オリジナルの歌詞は「今日の日はさようなら」の部分が1番から3番まで同じであったが、ザ・フロッギーズの小山光弘が、グループで歌う際に1番だけ「明日の日を夢見て～」に変えたいと言ってきたため、変えて歌われるようになったという。
1974年2月より、NHK『みんなのうた』でも放送されたほか、1973年には高等学校1年生の音楽の教科書に掲載された。またボーイスカウト・ガールスカウトの活動で団員やリーダーたちによって歌われるスカウトソングにもなり、卒業ソングとしても広く歌われ親しまれている。
2007年に文化庁と日本PTA全国協議会が、親子で長く歌い継いでほしい童謡・唱歌や歌謡曲など101曲を選定した「日本の歌百選」に本楽曲が選ばれた。
2018年8月25日始発より、京王電鉄と調布市により京王線柴崎駅の列車接近メロディに採用された。使用開始日は森山良子のレコードリリース日に合わせている。また市民有志による歌碑建立活動も始まり、同年11月8日、歌の発祥の地であるつつじケ丘児童館に木製の歌碑が建立された。

## みんなのうた

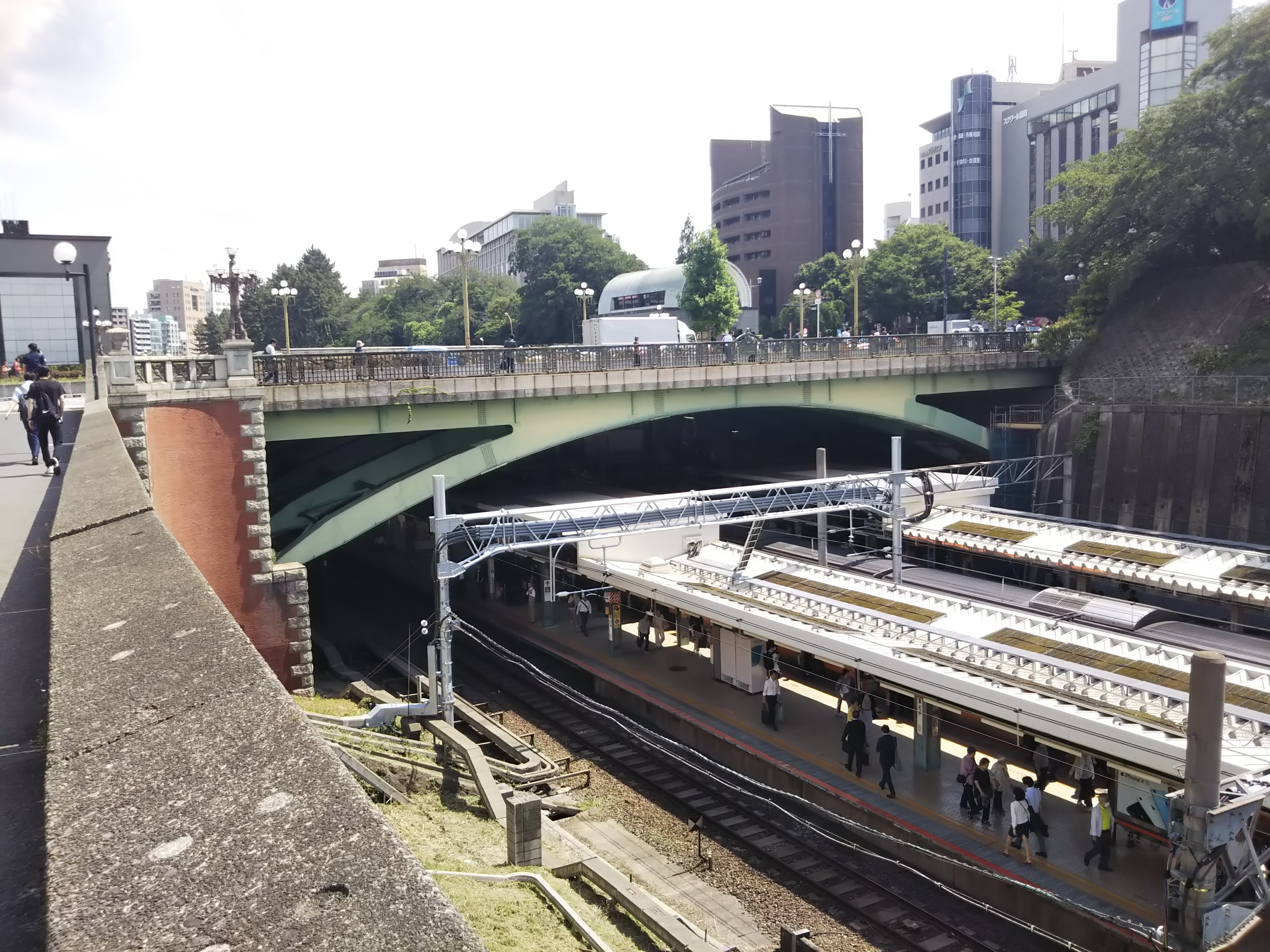
映像ラストに出てきた四谷見附橋と四ツ谷駅（写真は2019年撮影）

NHK『みんなのうた』では、1974年2月-3月に紹介。歌は本田路津子と東京放送児童合唱団。
曲の構成は、3番のみ1・2番より全音上がっている（ニ長調→ホ長調）。映像は実写で、3番の前半までは、ある公園で3人の女性たちが1人ずつ踊ったり、手をつないで歩いたりするが、3番後半ではそのうち2人が駅のホーム（四ツ谷駅）から手を振り、残りの1人が橋（四谷見附橋）の上から手を振って別れていく構成となっている。
1975年2月 - 3月に再放送し、2011年8月 - 9月に36年半ぶりにラジオのみで再放送、7年後の2018年2月 - 3月にも再放送した。そしてその間に「みんなのうた発掘プロジェクト」により映像が提供され、2022年3月には映像付きでは47年ぶりに再放送された（サイドパネル付き・ニュープリント）。この他2011年4月、『みんなのうた』版としては始めてCD『NHKみんなのうた 50anniversary BEST ～大きな古時計～』に収録された。
初放送から半世紀弱後の2023年12月 - 2024年1月には、Little Glee Monster歌唱によるリメイク版が放送、映像は村上ヒロシナンテ製作によるアニメーション。

## カバー

### シングル
- 恋はみずいろ - 森山良子（B面。日本ビクターから発売）
- スクールメイツ／コロムビア・フォークダンス・アンサンブル（日本コロムビアから発売）
- 見上げてごらん夜の星を (曲)#DEENのシングル - DEEN（2002年）
- 集結の運命 - 林原めぐみ（2010年）
- 今日の日はさようなら - Little Glee Monster（2024年・配信限定シングル）
- V Háji Spím Celý Máj[注釈 2] - Marcela LAIFEROVÁ (Text: Kamil PETERAJ 1970 Supraphon(CZ), 1971 Opus(SK))

### アルバム
- 山の歌 - ダークダックス (1971年)
- 風・空・そして愛 - やまがたすみこ（1973年）
- 夢ひらくリサイタル - 麻丘めぐみ（1973年）
- CYNTHIA IN CONCERT - 南沙織（1974年）
- 斎藤こず恵&ゆかりのNHK「みんなのうた」 - だるまさんがころんだ★アビニョンの橋で - 斉藤こず恵&ゆかり（1978年）
- ミュージカル天外魔境夢まつり - ハドソン一座（1995年）
- FS5〜卒業〜 - 保田圭（2004年）
- 東京タムレ - 原由子（2002年）
- 和音〜Songs for Children〜 - DEEN（2002年）
- ノンちゃん雲に乗る - 大橋のぞみ（2008年）
- ライブ・アット・ラカーニャ秋 - 沢知恵（2010年）
- Výber I. - Marcela LAIFEROVÁ (2003 Opus (SK))
- Collection - Marcela LAIFEROVÁ (2013 Forza Music (SK))
- 20 Naj II - Marcela LAIFEROVÁ (2015 Opus (SK))

## 挿入歌
- クレヨンしんちゃん - 矢島晶子（1994年）
- Dear Friends（2007年・東映）
- ヱヴァンゲリヲン新劇場版:破 - 林原めぐみ（2009年）
- さくら荘のペットな彼女（2012年）
- ちいかわ（2023年）

## その他の使用
- RKC高知放送（本社所在地・高知県高知市、テレビ放送は日本テレビ系列、ラジオ放送はJRN・NRNクロスネット） - ラジオ放送終了時の局名告知の際にインスト版をBGMとして使用。
- オールスター家族対抗歌合戦（フジテレビ） - 司会：萩本欽一、アシスタント：坂下裕子、審査委員長：古関裕而の最終日となった1984年6月24日放送分のラストに使用。
- 京王線柴崎駅の列車接近メロディとして2018年8月25日から使用。